# Spirostreptus cutipes
Spirostreptus cutipes är en mångfotingart som beskrevs av Porath 1872. Spirostreptus cutipes ingår i släktet Spirostreptus och familjen Spirostreptidae. Inga underarter finns listade i Catalogue of Life.